# طمارين مارتينز
طمارين مارتينز (الأسم العلمي: Saguinus martinsi) ، وهو نوع من أنواع طمارين متوطنة في البرازيل.

## التصنيف
طمارين مارتينز هو قرد في جنس طمارين. له نوعان فرعيان: (S. m. martinsi) و (S. m. ochraceus). كلا النوعين الفرعيين كانا يعتبران في السابق سلالات فرعية من طمارين أرقط Saguinus bicolor martinsi و S. b. ochraceus.  يُعرف النوع الفرعي لمارتينز عادةً باسم طمارين مارتينز عاري الوجه ؛ تُعرف الأنواع الفرعية من الأسم العلمي ochraceus بشكل شائع باسم الطمارين عارية الوجه.